# Ẩm thực Ukraina

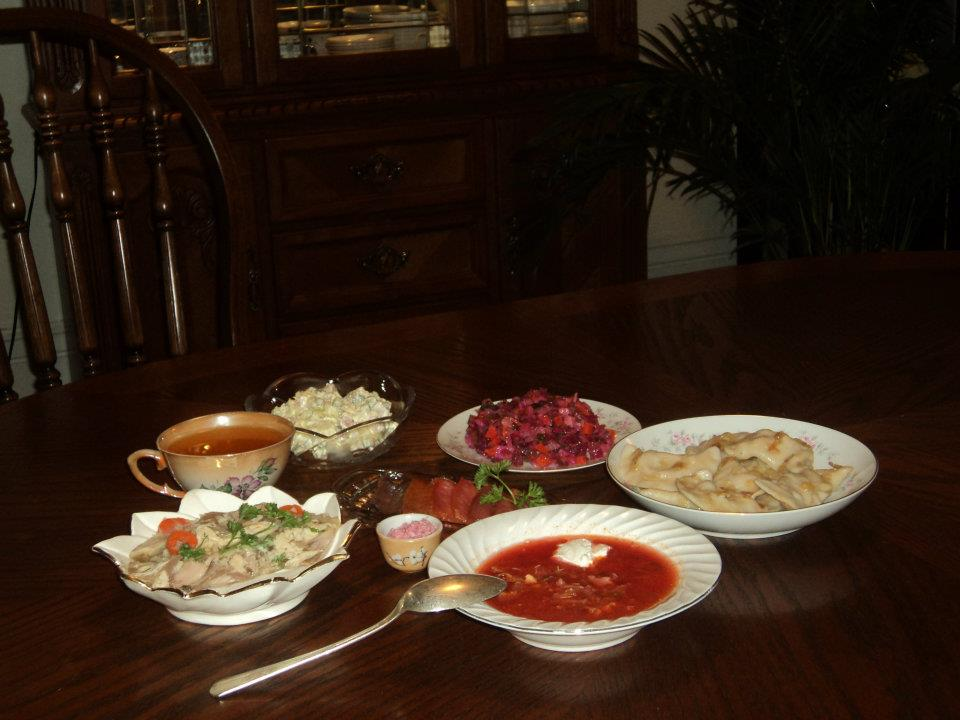
Một số món ăn Ukraine

Ẩm thực Ukraina là nền ẩm thực tại Ukraina và các khu vực có cư dân Ukraina sinh sống. Các món ăn của Ukraina là rất đa dạng và có các yếu tố bổ sung các món ăn châu Âu khác nhau (đặc biệt là Nga, Đức, Thổ Nhĩ Kỳ, Ba Lan và các món ăn Hungary). Tỷ lệ truyền thống Slavic cũ nhưng là quan trọng nhất.

## Súp
- Borscht là một món súp rau làm từ củ cải, bắp cải, khoai tây, cà chua, cà rốt, hành tây, tỏi, rau thì là.[1][2] Có khoảng 30 biến thể borscht Ukraina. Nó có thể bao gồm thịt, cá..[2]
- Kapusniak: súp làm từ thịt lợn, salo (thịt lợn mỡ), dưa bắp cải và dung chung với Smetana (kem chua).
- Rosolnyk: súp với dưa chuột muối.
- Solyanka: xúp đặc chua, cay và làm từ thịt, cá hoặc nấm và các loại rau khác nhau và dưa chua.
- Yushka: súp trong, được làm từ các loại cá khác nhau: chẳng hạn như cá chép, cá vền, cá da trơn, hoặc thậm chí ruffe.
- Zelenyj borshch (borscht xanh) hoặc shchavlevyj sup (canh me chua): nước hoặc canh me chua và các loại rau, ăn với trứng luộc xắt nhỏ và kem chua,

## Salad và các món khai vị

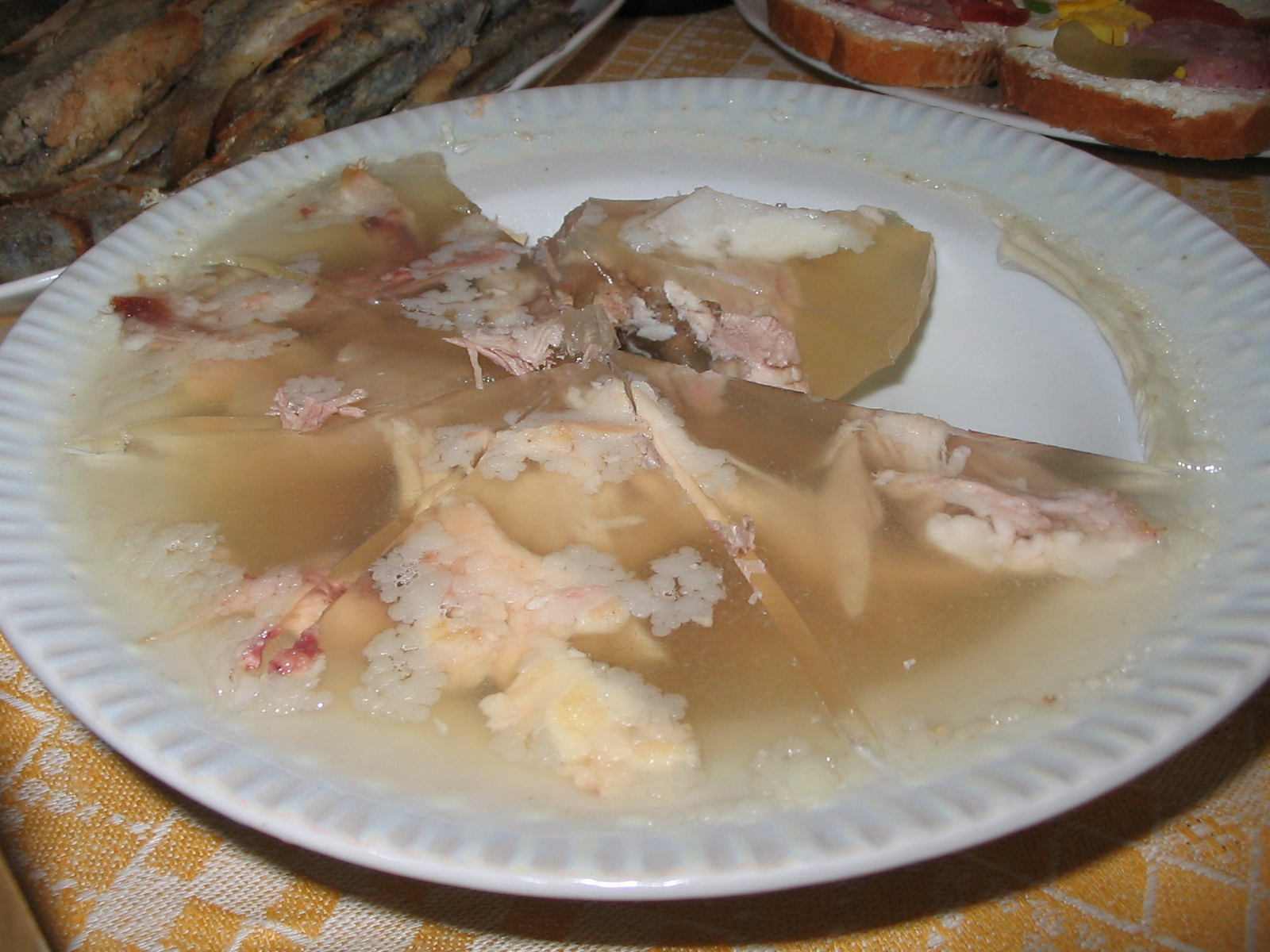
Kholodets

- Kovbasa : các loại thịt lợn, thịt bò luộc hay hun khói hoặc xúc xích gà. Sosysky (món hotdog không có nhân bánh) thường ăn vào bữa sáng.
- Salo : Thịt mỡ muối.
- Studenetz: aspic làm từ cá (zalyvne) hoặc thịt (kholodets).
- Olivier : xa lát được làm từ khoai tây nấu chín và cắt nhỏ, dưa chua thì là, trứng luộc xắt nhỏ, nấu chín và cắt nhỏ thịt gà hoặc thịt muối, hành tây xắt nhỏ, đậu Hà Lan đóng hộp, trộn với xốt mayonnaise.
- Vinigret : xa lát với nấu chín và cắt nhỏ củ cải, bắp cải muối nấu chín và cắt nhỏ khoai tây, hành tây, cà rốt, dưa muối đôi khi trộn với một ít dầu hướng dương và muối.

## Bánh mì

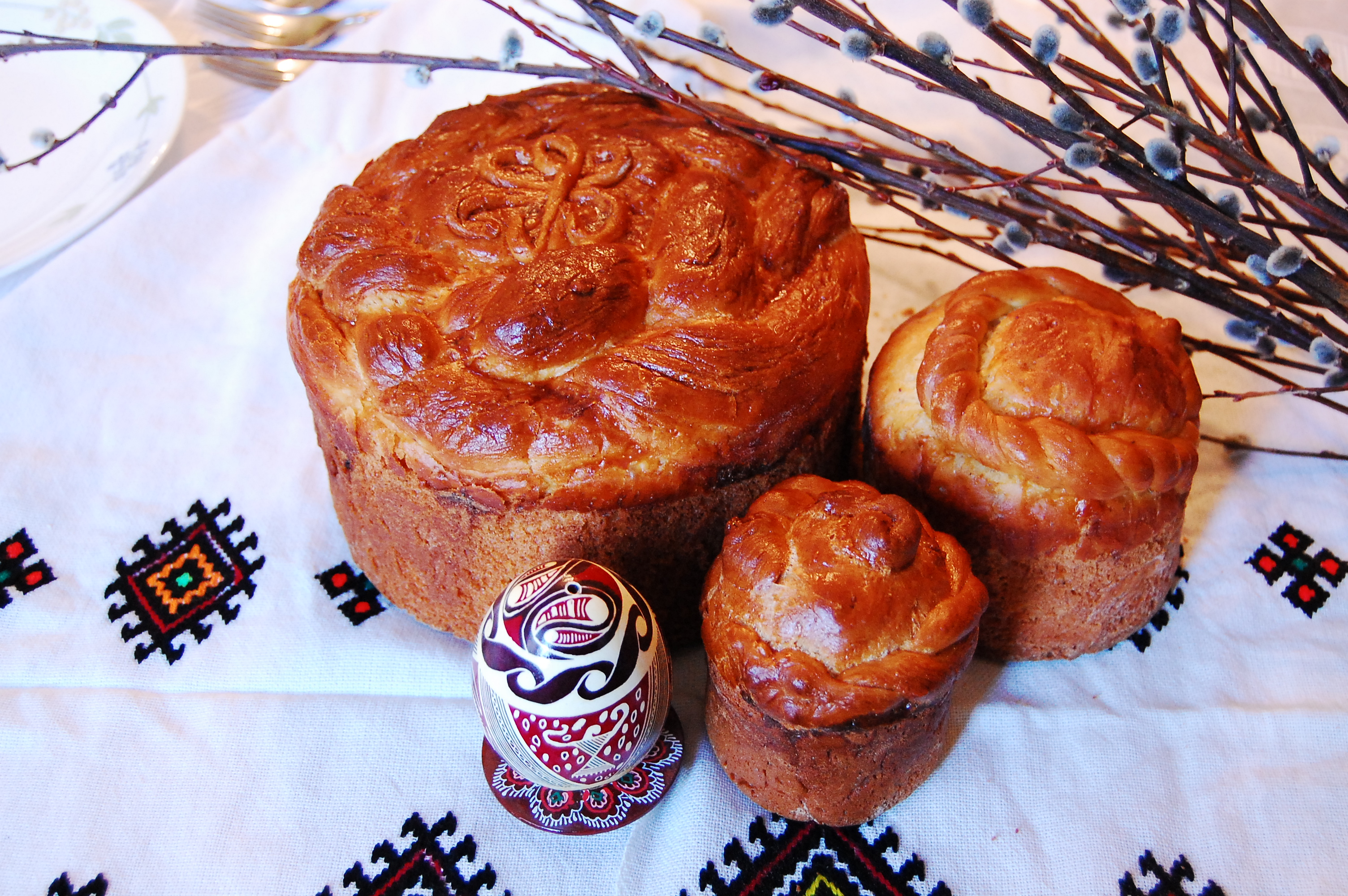
paska truyền thống Ukraina

Bánh mì và sản phẩm từ lúa mì rất quan trọng trong các món ăn Ukraina. 
- Babka : bánh Phục Sinh, một bột ngọt với nho khô thường và trái cây khô khác. Nó thường được nướng trong một lò hình trụ cao.
- Bublik: bánh mì cuộn hình vòng xuyến làm từ bột nhão đã được luộc trước khi làm bánh. Nó tương tự như bánh mì vòng, nhưng thường hơi lớn hơn và với một lỗ rộng hơn.
- Kalach: bánh mì hình xuyến thường được làm vào dịp Giáng Sinh và các lễ tang. Bột được bện, thường với ba sợi đại diện cho Ba Ngôi. Dây viền sau đó được tạo hình thành một vòng tròn (vòng tròn = Kolo trong tiếng Ukraina) Đại diện cho vòng tròn của cuộc sống và gia đình.
- Korovai: một loại bánh mì vòng xuyến được bện, tương tự như món bánh mì Kalach. Nó thường được nướng phục vụ cho đám cưới và trang trí trên đầu bằng hình chim và cây dừa cạn.
- Palyanytsya
- Pampushki: các mẫu bánh mì mềm nhuyễn được phủ bơ tỏi lên trên.
- Paska: món bánh mì giàu truyền thống dịp Phục sinh. Nó được tạo hình tròn ngắn. Bên trên paska được trang trí bằng các biểu tượng Phục sinh điển hình, đầy màu sắc: như các hoa hồng hoặc hình thập tự.

## Món chính

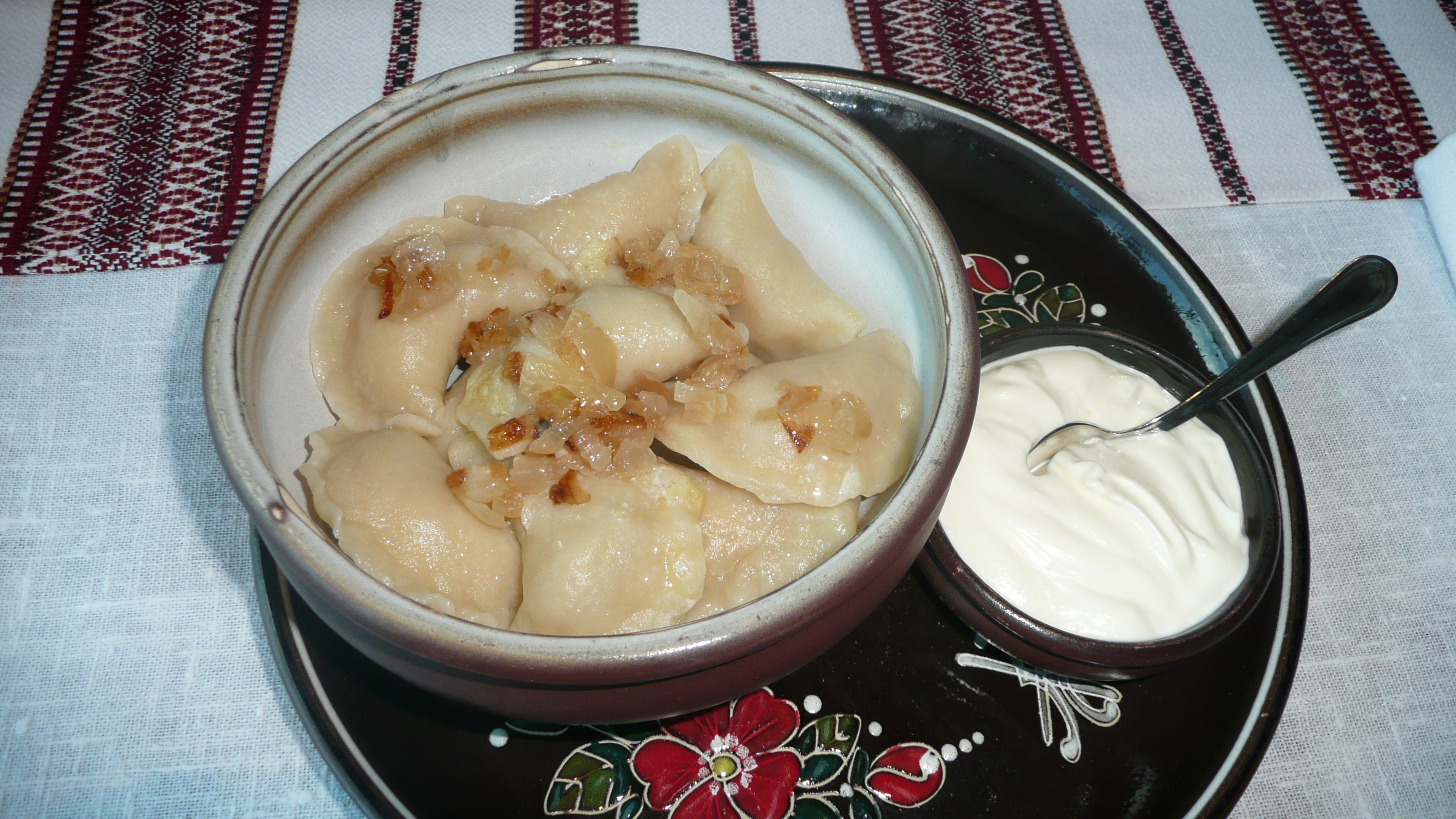
Varenyky nhồi với thịt, ăn kèm với hành tây chiên và kem chua

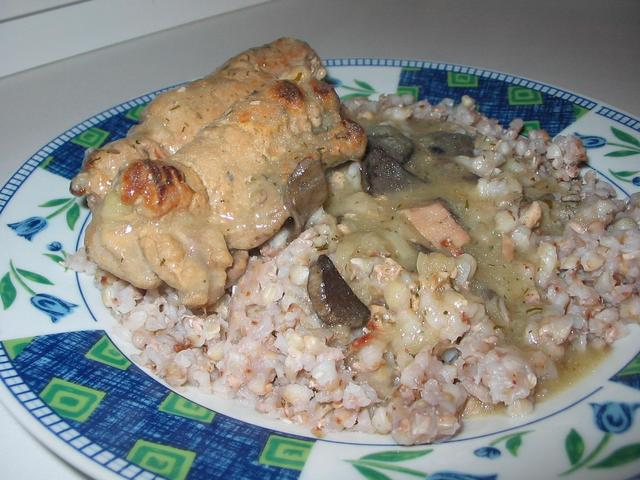
Kruchenyky phục vụ với Kasha và nước sốt nấm

- Varenyky (được gọi là pyrohy trong một số khu vực của Tây Ukraina): bánh bao nhồi nhân,,[1][2] như khoai tây nghiền và hành tây chiên, thịt xay luộc và hành tây chiên, gan và hành tây chiên, bắp cải xào với hành tây chiên, quark, anh đào, dâu tây. Ăn kèm với kem chua và bơ hoặc đường, Khi đầy trái cây.
- Pyrizhky: bánh nướng nhồi bằng các loại nhân khác nhau, như thịt xay, gan, trứng, gạo, hành tây, bắp cải xào hoặc dưa cải bắp quark, anh đào, vv
- Pyrih: một loại bánh lớn với các loại nhân khác nhau.
- Holubtsi: lá bắp cải (tươi hoặc chua) cuộn có nhân gạo và "có thể chứa thịt (thịt bò hoặc thịt xông khói băm nhỏ), nướng trong dầu và hành phi caramel và có thể chứa là một nước sốt cà chua nướng súp, kem hoặc kem chua, thịt xông khói xào mỡ hoặc quay với các lát thịt xông khói ở phía trên.
- Mlyntsi hoặc nalisnyky : bánh kếp mỏng có nhân thông thường với quark, thịt, rau cải, trái cây, ăn kèm với kem chua.
- Vịt hoặc ngỗng nhồi táo.
- Thịt nướng (pechenya): thịt lợn, thịt bê, thịt bò hoặc thịt cừu nướng.
- Cá (Ryba ): chiên trứng và bột mì; nấu chín trong lò với nấm, pho mát, và chanh; ướp, sấy khô hoặc hun khói nhiều.
- Guliash: đề cập đến món hầm nói chung, hay cụ thể garu Hungary.

Kotlety/Sichenyky (cốt lết, thịt viên): thịt băm hoặc cá trộn với trứng, hành, tỏi, bột bánh mì, sữa, chiên trong dầu và đôi khi lăn vào bột bánh mì.
- Kotleta po-Kyivsky: món gà Kiev.
- Kruchenyky hoặc Zavyvantsi: thịt lợn hoặc thịt bò cuộn với các loại thực phẩm nhồi khác nhau: nấm, hành tây, trứng,,[3] phô mai, cà rốt dưa cải bắp, vv
- Kasha hrechana zi shkvarkamy: ngũ cốc kiều mạch với màng mỡ lợn và hành.
- Khoai tây (kartoplia hay barabolia hoặc bulba ): non hoặc bóc vỏ, ăn với bơ, kem chua, rau thì là; thường phổ biến hơn bao gồm trứng sống.
- Deruny: bánh khoai tây, thường ăn với khẩu phần giàu kem chua.

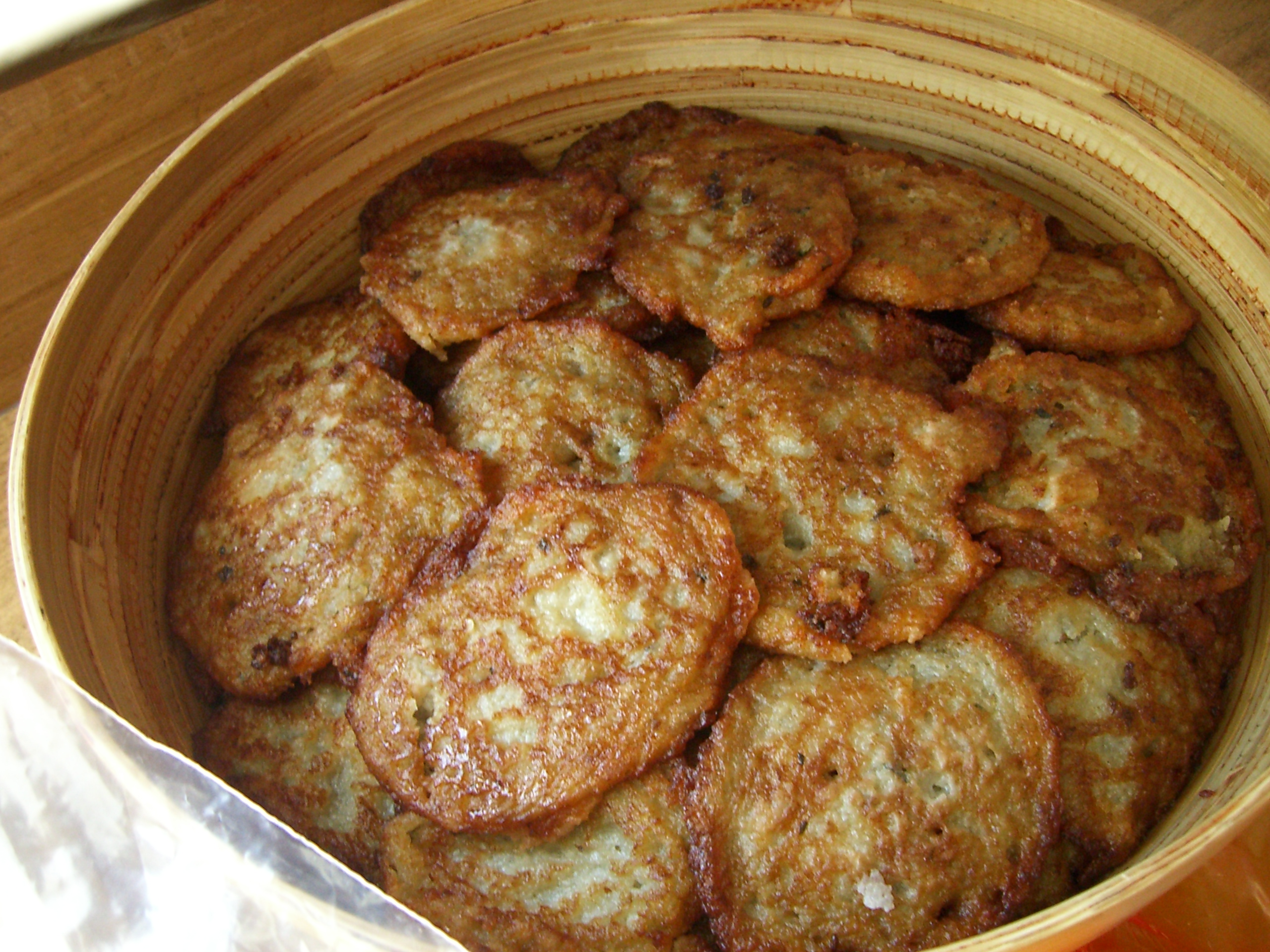
Deruny hay draniki.
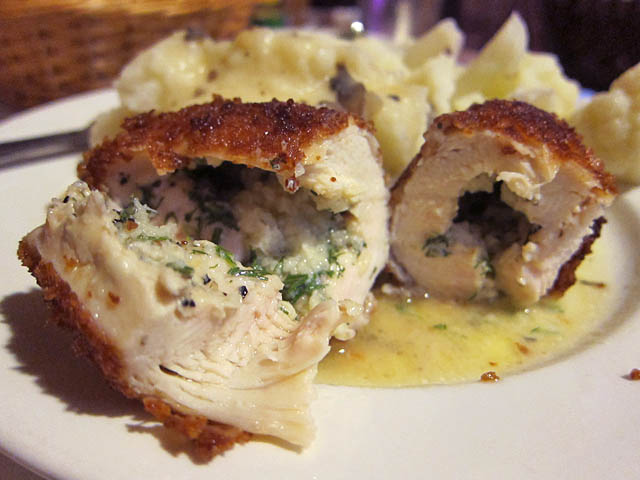
Kotleta po-kyivsky (gà Kiev)

## Món tráng miệng
- Kutia: món ăn Giáng sinh truyền thống, làm từ hạt cây thuốc phiện, lúa mì, các loại hạt, mật ong, và các món ngon.
- Pampushky: bột nhão ngọt tương tự như donut. Thường xuyên trộn với đường. Theo truyền thống được trộn với mứt hoa hồng, nhưng có thể được nhồi nhân hạt hoặc các loại nhân ngọt khác.
- Syrnyky: hoa quả tẩm quark chiên lên, đôi khi với nho khô, ăn kèm với kem chua, mứt (varennya), mật ong hoặc nước sốt táo.
- Torte: nhiều loại bánh, từ bánh ẩm đến bánh phồng, những điển hình nhất là Kyjivskyj, Prazhskyj, và Trufelnyj. Chúng thường xuyên được chế biến mà không cần bột mì, thay vào đó người ta sử dụng óc chó hoặc hạnh nhân nghiền.
- Varennya: một loại mứt trái cây nguyên quả làm bằng cách nấu các loại quả mọng và các loại trái cây khác trong xi-rô đường.
- Zhele]]: mứt trái cây (số nhiều và số ít) nấu đông, giống như quả anh đào, lê, vv hoặc Ptashyne Moloko (nghĩa đen là sữa "chim") – mứt trái cây sô cô la/sữa.

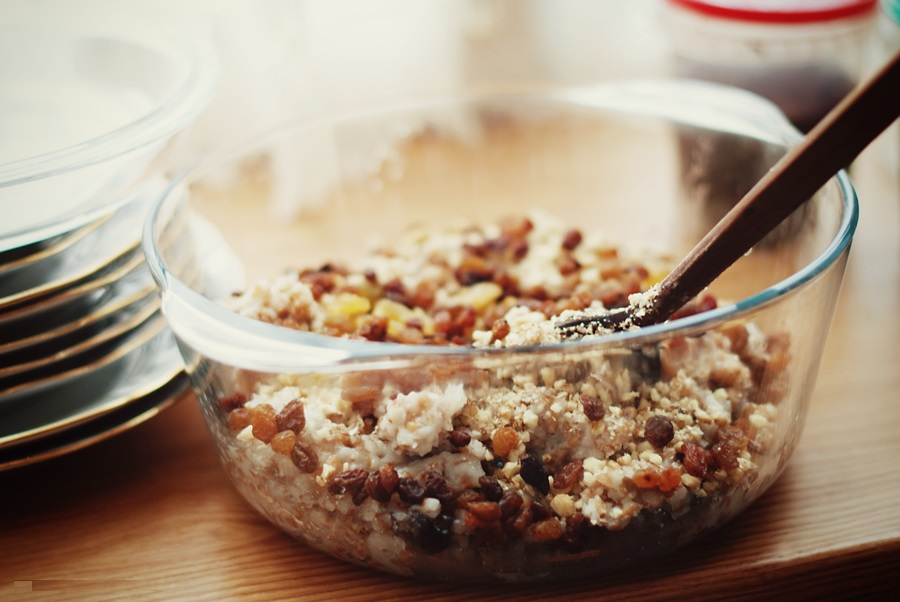
Kutia
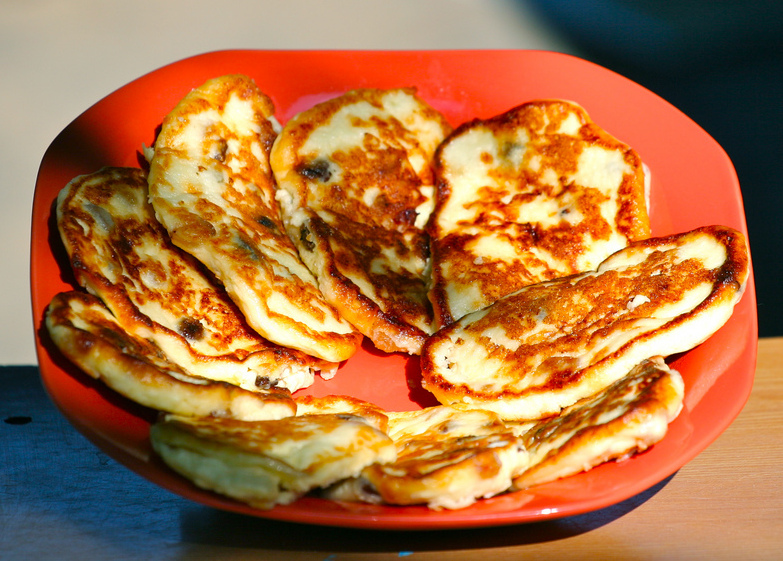
Syrniki với nho khô

## Đồ uống

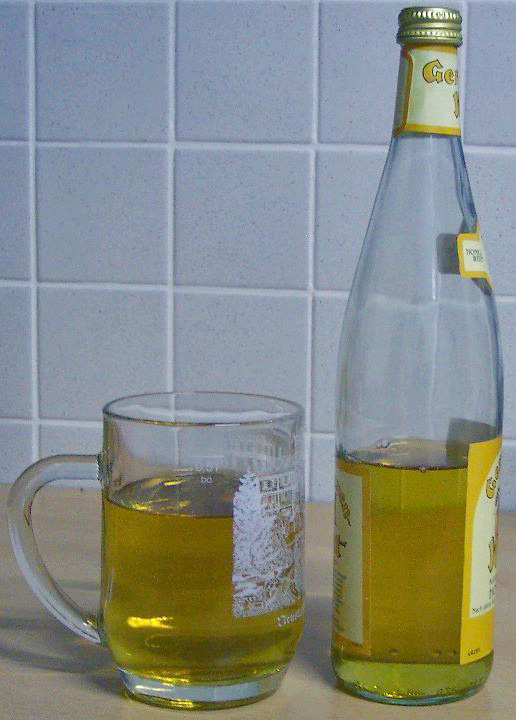
Mead

### Có cồn
- Rượu (горілка, horilka): самогон Samohon  (ánh trăng) là rất phổ biến, bao gồm truyền với trái cây, gia vị, thảo dược hoặc ớt cay.
- Bia (пиво,  Pyvo ): các nhà sản xuất lớn nhất của bia là Obolon, Lvivske, Chernihivske, Slavutych, Sarmatian và Rogan, là một phần sản phẩm xuất khẩu của họ.
- Rượu vang (вино, vyno): từ châu Âu và Ukraina (đặc biệt từ Krym). Xem rượu Ukraina.
- Mead (мед, med, hoặc медовуха, medovukha): một loại đồ uống có cồn lên men làm từ mật ong, nước, và men. Hương vị của nó phụ thuộc vào các loài cây được lên men bởi các loài ong mật, độ dài của thời gian và phương pháp làm ngấu, và sự căng thẳng cụ thể của nấm men được sử dụng. Nồng độ cồn của nó sẽ thay đổi theo nhà sản xuất cho hãng sản xuất phụ thuộc vào phương pháp sản xuất.
- Nalyvka  (наливка): một loại rượu tự làm ở nhà được làm từ quả anh đào, quả mâm xôi, gooseberries, bilberries, mâm xôi, mận, gai đen và quả khác. Quả sói đưa vào một sulija (một chai thủy tinh lớn), them đường Sau khi các quả lên men, các chất lỏng mà tách ra từ các quả, và đưa vào chai có nút chai. Các loại quả mọng sói sử dụng để làm pyrozhky (nướng hoặc bánh rán). Rượu có khoảng 15% lượng rượu.

### Không cồn

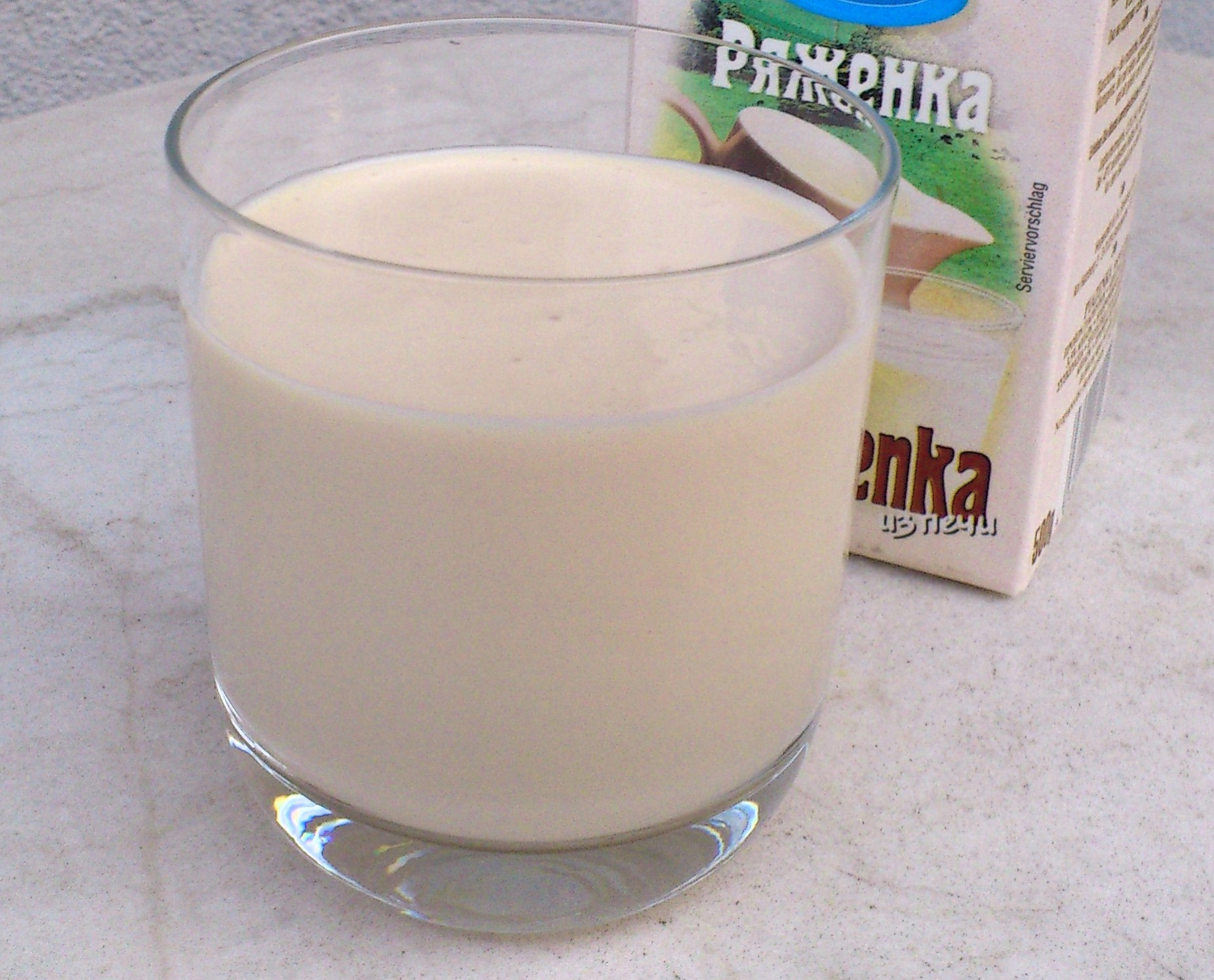
Ryazhanka

- Compote (компот): một thức uống ngọt làm bằng trái cây sấy khô hoặc tươi và/hoặc dâu đun sôi trong nước.
- Uzvar  (узвар): một loại cụ thể của kompot làm bằng trái cây khô, chủ yếu là táo, lê, và mận.
- Kvas (квас): một thức uống ngọt và chua ủ từ nấm men, đường, và bánh mì lúa mạch đen khô.
- Kefir (кефір): sữa lên men bằng vi khuẩn nấm men và lactobacillus Cả hai, và có một hương vị tương tự như sữa chua. Kefir làm ở nhà có thể chứa một lượng nhỏ rượu.
- Nước khoáng: thương hiệu nổi tiếng là  Truskavetska Lưu trữ ngày 2 tháng 4 năm 2022 tại Wayback Machine , Morshynska  và Myrhorodska .
- Pryazhene Moloko  (пряжене молоко): món sữa hấp, một sản phẩm sữa có màu kem và một hương vị caramel sáng. Nó được thực hiện bằng cách nung nấu sữa trên lửa nhỏ cho ít nhất tám giờ.
- Ryazhanka  (ряжанка): sữa hấp lên men